# Frisco (Eismarke)
Frisco ist eine Marke für Speiseeis des Schweizer Lebensmittelkonzerns Nestlé. Bis zur Übernahme durch Nestlé war Frisco Kühlobst & Gemüse AG und später Frisco-Findus AG einer der bedeutendsten Hersteller für Tiefkühlprodukte in der Schweiz. Die Firma hatte ihren Sitz in Rorschach.

## Geschichte

Werbeplakat von Emil Cardinaux für die Conservenfabrik Rorschach (1919)

### Von der Konservenfabrik zur Frisco Findus AG
1886 wurde die Konservenfabrik Bernhard & Co in Rorschach gegründet. Der ehemalige Angestellte Etienne Perret übernahm im Jahr 1916 die Fabrikanlagen unter dem Namen «Coro» (Conservenfabrik Rorschach AG). Darauf folgt später die Marke «Roco». Die Lebensmittelkonservierung erlebte in den darauffolgenden Jahren wegen der starke Nachfrage des Militärs und des steigenden Bedürfnisses nach einer schnell zubereiteten Mahlzeit einen Aufschwung.

### Beginn der Herstellung von Tiefkühlprodukten
Während des Zweiten Weltkriegs wurde es schwieriger, die notwendigen Rohstoffe für Konserven zu beschaffen. Die Geschäftsleitung der Konservenfabrik Roco wollte sich ein zweites Standbein aufbauen nahm die Herstellung von Tiefkühlprodukten auf.
Am 15. April 1942 gründeten die Aktionäre der Roco die Frisco Kühlobst & Gemüse AG. Unter der Marke «Frisco» wurden 18 verschiedene Gemüsesorten, elf Früchte und vier Spezialitäten angeboten.

### Expansion zum Marktführer
Das Geschäft mit den Tiefkühlprodukten lief gut, und schon bald fasste man den Entschluss, ein Speiseeis unter der Marke «Frisco» zu lancieren. Im März 1960 kam die erste in der ganzen Schweiz erhältliche Glace auf den Markt. In den folgenden Jahren baute Frisco sein Eissortiment aus und erfand neue Rahm- und Wasserlutscher, die teilweise heute noch vertrieben werden.

### Fusion von Frisco und Findus
Die Glace und Tiefkühlprodukte erlebten in den 1960er und 1970er Jahren einen Aufschwung. Der Konsum von Speiseeis und Tiefkühlprodukten stieg auf das über Dreifache an. Daher beschloss Roco, ihre Tiefkühl- und Verteil-Organisationen mit derjenigen von Nestlé (Inhaberfirma Findus) zusammenzulegen. Der Tiefkühl- und Glace-Markt wurde durch die gemeinsame Gesellschaft Frisco-Findus AG geführt. Nestlé und Roco waren zu je 50 % an der neuen Gesellschaft beteiligt.

### Übernahme Frisco-Findus AG durch Nestlé und Übergang in Joint-Venture Froneri
Im Jahr 1980 übernahm Nestlé die Aktienmehrheit der Unternehmung Roco. Nestlé leitete einen Umstrukturierungsprozess ein, wobei Produktion und Vermarktung der Konservenprodukte abgegeben und die Produktion und der Vertrieb von Tiefkühlprodukten und Glace im Rorschacher Standort konzentriert wurden. 1991 übernahm Nestlé die restlichen Aktien der Frisco-Findus AG. 2016 wurde Frisco in das Joint-Venture Froneri übertragen.

## Sortiment
Frisco entwickelt und produziert Speiseeis. Unter dem Sortiment befinden sich Produkte, die bereits seit einigen Jahrzehnten existieren:
- Rakete: Das Produkt wurde während der ersten Mondlandung 1969 herausgebracht und feierte 2019 seinen 50. Geburtstag. Das Rezept ist seit jeher das gleiche. Die Glace ist orange-weiss und hat einen Schokoladen-Überzug an der Spitze.
- Winnetou-Glace besteht aus den Früchten Himbeere, Ananas und Aprikose.
- Extrême ist die Cornet-Marke von Frisco. Die Cornet gibt es in fünf verschiedenen Sorten.
- Pralinato besitzt einen Schokokern.
- Cailler-Glace besteht aus Schweizer Cailler-Schokolade und einem Glace oder Sorbet. Je nach Sorten variieren die verwendete Schokolade und Glace.

### Frisco Classics
Zum 50-Jahr-Jubiläum wurde 2010 die Produktlinie Frisco Classics lanciert. Jedes Jahr kann im Internet darüber abgestimmt werden, welcher alte Klassiker als «Retro-Glace» für einen Sommer wieder ins Sortiment aufgenommen wird.
| Jahr     | Produkt                    | ursprünglich im Sortiment | Quelle      |
| -------- | -------------------------- | ------------------------- | ----------- |
| 2010     | Vampir                     | 1975–1980                 | [ 3 ]       |
| 2011     | Pacific Sorbet Citron      | 1983–1995                 | [ 4 ]       |
| 2012     | Friscolino Banane/Chocolat | 1967–2004                 | [ 5 ]       |
| 2014 ff. | Friscolino Erdbeer/Vanille | 1967–2004                 | [ 6 ] [ 7 ] |